# Lizzy
Park Soo-young (hangul: 박수영), mer känd under artistnamnet Lizzy (hangul: 리지), född 31 juli 1992 i Busan, är en sydkoreansk sångerska och skådespelare.
Hon har varit medlem i den sydkoreanska tjejgruppen After School sedan 2010, samt i After Schools undergrupp Orange Caramel sedan den debuterade samma år.

## Diskografi

### Singlar
| År   | Titel                                     | Topplacering          |
| År   | Titel                                     | Sydkorea (Gaon Chart) |
| ---- | ----------------------------------------- | --------------------- |
| 2012 | "Mermaid Princess" (som Mystic White)     | 10                    |
| 2015 | "Not an Easy Girl" (med Jeong Hyeong-don) | 19                    |

### Soundtrack
| År   | Titel                | Topplacering          | Serie       |
| År   | Titel                | Sydkorea (Gaon Chart) | Serie       |
| ---- | -------------------- | --------------------- | ----------- |
| 2011 | "Beautiful Girl"     | —                     | All My Love |
| 2015 | "Flower" (med Kanto) | —                     | Cheer Up!   |

## Filmografi

### Film
| År   | Titel                  | Roll                       |
| ---- | ---------------------- | -------------------------- |
| 2011 | White: Melody of Death | cameoroll med After School |
| 2014 | Momo Salon             | Hyeni                      |
| 2015 | Love Forecast          | Min-ah                     |

### TV-drama
| År   | Titel                           | Kanal | Roll                       |
| ---- | ------------------------------- | ----- | -------------------------- |
| 2010 | All My Love                     | MBC   | Park Soon-deok             |
| 2012 | Rascal Sons                     | MBC   | Jin Yoo-ri                 |
| 2012 | What Is Mom                     | MBC   | Park Soo-young (cameoroll) |
| 2013 | Akuryo Byoto (Evil Spirit Ward) | TBS   | Tehi (cameoroll)           |
| 2013 | After School Bokbulbok          | Nate  | cameoroll                  |
| 2015 | Angry Mom                       | MBC   | Wang Jung-hee              |